# Pheidole spielbergi
Pheidole spielbergi är en myrart som beskrevs av Carlo Emery 1888. Pheidole spielbergi ingår i släktet Pheidole och familjen myror. Inga underarter finns listade i Catalogue of Life.